# Armonía vocálica
La sinarmonía o armonía fonémica es un tipo de asimilación de «larga distancia» que afecta a los fonemas de un cierto tipo, haciendo que entre ellos deba existir algún rasgo común o armónico, estando prohibidas o restringidas combinaciones de esos fonemas que no sean armónicos.
La (sin)armonía vocálica por la cual dos o más de los vocales de una palabra deben compartir cierto rasgo es un fenómeno de gran difusión mundial; por el contrario, otros tipos de sinarmonía como la de consonantes es más restringida, aunque puede ser común en el desarrollo infantil.
Frecuentemente en las lenguas euroasiáticas el rasgo armónico es la redondez o labialización de las vocales o, también, la diferencia anterior-posterior. En cambio, en varias lenguas africanas el rasgo armónico es la abertura o el grado de avance de la raíz de la lengua.
En español, la armonía vocálica se ha descrito en los dialectos de Murcia y Andalucía Oriental.
En asturiano, la armonía vocálica tiene lugar en el asturiano central. En gallego, en el dialecto de Los Ancares (León).
En catalán, la armonía vocálica está presente en varios dialectos, principalmente en el catalán o valenciano de transición y en el valenciano meridional.

## Ejemplos en otros idiomas
El fenómeno de la armonía fonémica fue documentado originalmente en la fonología del sistema vocálico de las lenguas urálicas y las lenguas turcas. En esas lenguas, ciertas vocales de una palabra pertenecen a una de las dos clases de vocales que comparten un rasgo fonético llamado rasgo armónico.

### Idiomas túrquicos

#### Turco
Por ejemplo, considérense los siguientes plurales del turco:
(1a) tren 'tren' > trenler 'trenes'
(1b) minare 'minarete' > minareler 'minaretes'
(2a) numara 'número' > numaralar 'números'
(2b) çocuk 'niño' > çocuklar 'niños'

En el turco, cuando la última vocal de la palabra es un vocal anterior /e, i, ö, ü/ el morfema de plural es /-ler/, pero cuando la última vocal es una vocal posterior /a, ı, o, u/ el morfema de plural es /-lar/. Eso se debe a que la vocal de muchos sufijos debe ser armónica con respecto a la última vocal (en este caso el rasgo armónico es [+anterior] o [-anterior]). En el turco y otras lenguas, la sinarmonía lleva a una regla obligatoria para la selección de alomorfos en una palabra: el alomorfo debe tener el tipo correcto de vocal, es decir, una vocal que comparta con el lexema el rasgo armónico.

#### Tártaro
| a/а [ʌ]   | ä/ә [æ]    |
| ı/ы [ɯ]   | e/е, э [ɘ] |
| í/ый [ɯɪ] | i/и [i]    |
| o/о [ɵ]   | ö/ө [œ~ʏ]  |
| u/у [ʊ]   | ü/ү [ʉ]    |

Como lengua túrquica el tártaro, al igual que el turco, también tiene armonía vocálica, que afecta tanto a los sufijos como a las postposiciones: bala-lar – niños, äni-lär – madres; bala-sı – su hijo, äni-se – su madre; bala-sız-lı – sin hijos, äti-sez-le – sin padre.

### Idiomas ugrofineses

#### Finlandés
El idioma finés tiene tres clases de vocales:
1. Anteriores: ä, ö, y
2. Posteriores: a, o, u
3. Neutrales: i, e

Las vocales de la clase 3 son neutrales y pueden combinarse con cualquier otra clase. En cambio, las vocales de las clases 1 y 2 no deben aparecer en la misma palabra. Esto significa que formaciones como tyttö, katselmus y lyönti satisfacen las reglas fonotácticas del finés, y en cambio *kätselmus y *tytto no.
En palabras compuestas esta regla puede infringirse. En aquel caso, los sufijos se adaptan a la raíz posterior. Si en una palabra solo aparecen vocales neutrales, se suele utilizar el sufijo de la primera clase. Para información más detallada, véase el artículo sobre la gramática del finés.

#### Húngaro
Similar como en el finés, el húngaro conoce dos clasificaciones de vocales:
1. Anteriores: e, é, i, í, ö, ő, ü, ű
2. Posteriores: a, á, o, ó, u, ú

La regla básica es que las palabras compuestas de sílabas con vocales posteriores reciben terminaciones con vocales posteriores (karba – en el brazo), las palabras con vocales anteriores, en cambio, terminaciones con vocales anteriores (kézbe – en la mano). Las palabras con vocales mixtas suelen tener terminaciones posteriores (baleknak – al camachuelo).
La armonía vocálica también se aplica a la hora de conjugar verbos (látok – veo, nézek – miro).
Las vocales i e í tienen una posición especial. Figuran en la primera clase, pero, sin embargo, si se encuentran en la última sílaba de una palabra compuesta de vocales posteriores, la terminación suele seguir siendo posterior (bakinak – al tallador). Para información más detallada, véase el artículo sobre la gramática del húngaro.